# Finalité
En philosophie, la finalité est le caractère de ce qui a une fin (la finalité d'un couple peut par exemple être de se marier). 
La téléologie est la branche de la philosophie s'intéressant à la finalité.
La philosophie de l'histoire est la branche de la philosophie qui s'attache à réfléchir sur le sens et sur les finalités du devenir historique. On peut, schématiquement, distinguer deux écoles de pensée : 
- l'une qui nie toute idée de finalité ou de détermination  en affirmant la foncière « absurdité » de l'histoire, fruit du hasard et de l'imprévu ;
- l'autre qui affirme, au contraire, qu'elle obéit à un dessein, lequel peut être déterminé de l'extérieur par un principe transcendant ou idéal, ou, au contraire, le produit d'une logique et de forces immanentes.

La finalité est prise en compte par la notion de cause finale dans la théorie aristotélicienne de la causalité.